# Salzburger Bronzescheibe

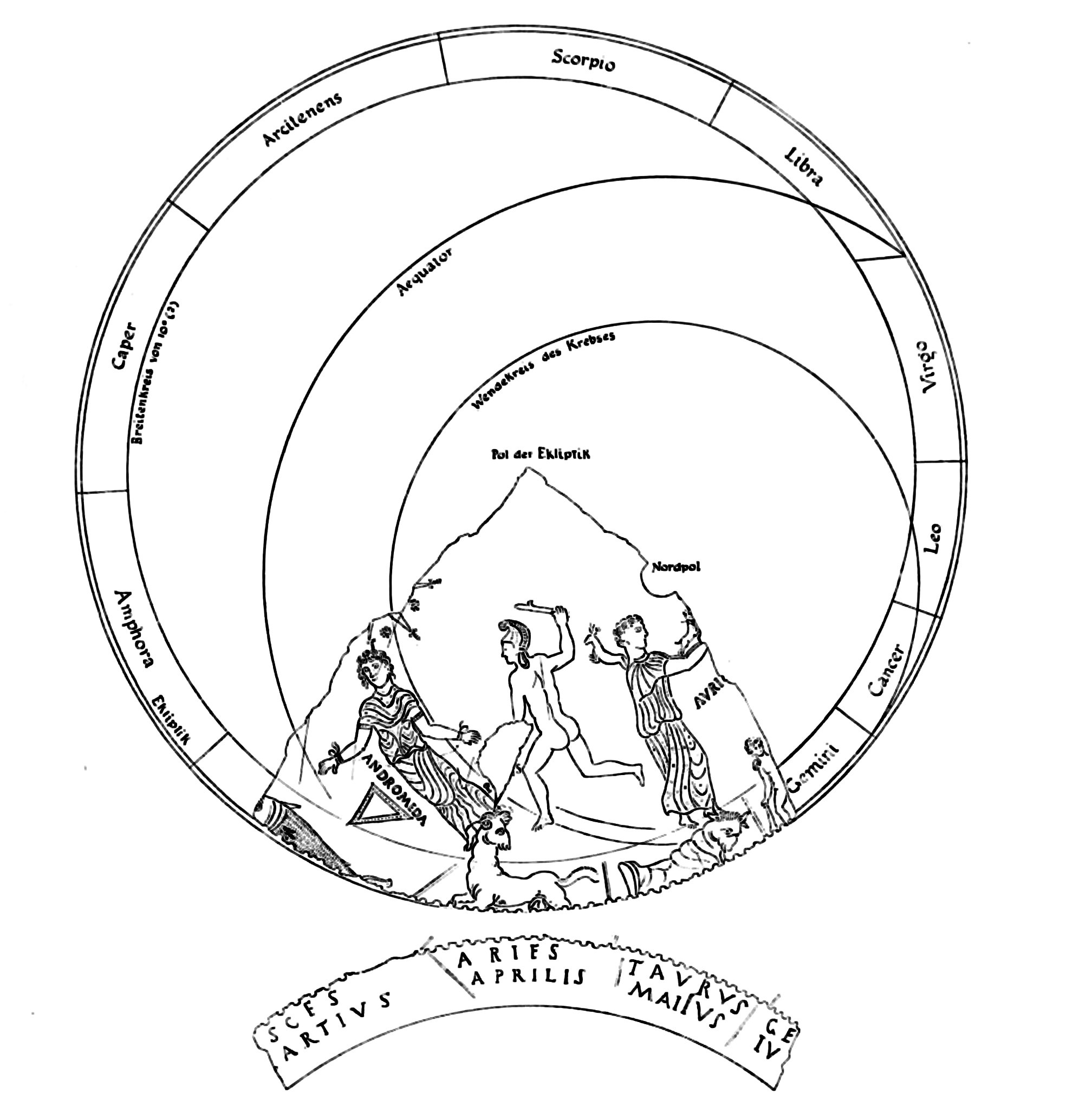
Linienzeichnung des Ekliptikkreises und der Rückseite

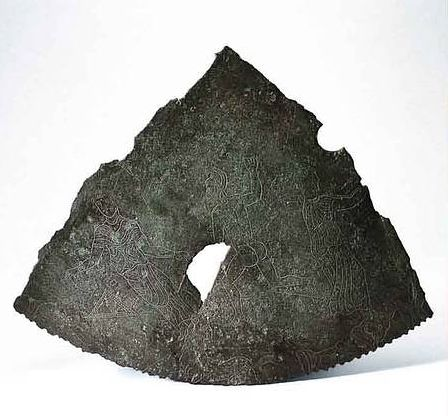
Vorderseite

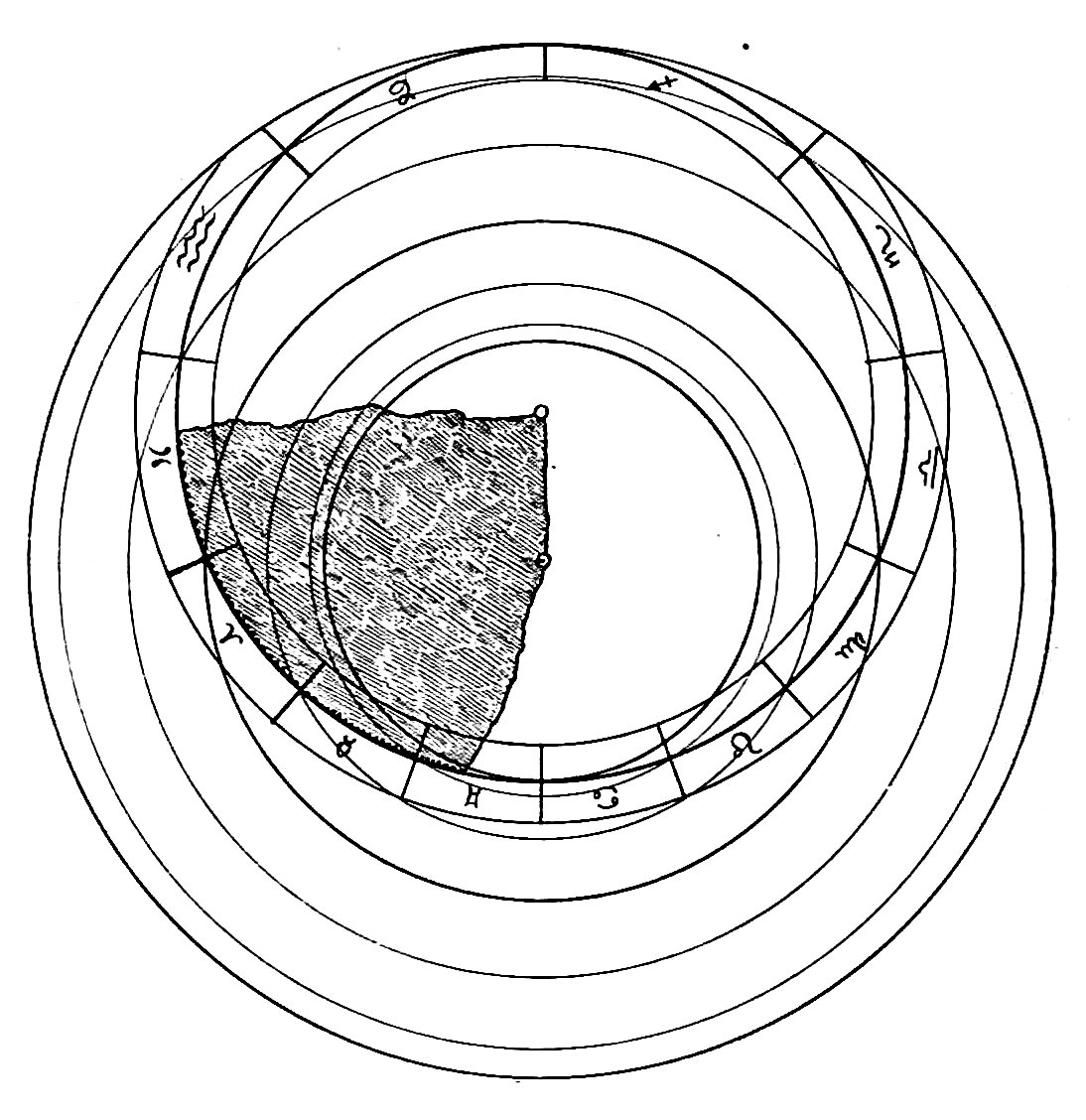
Schematische Rekonstruktion der vollständigen Scheibe

Die sogenannte Salzburger Bronzescheibe ist das Fragment einer römischen Bronzescheibe, die etwa 1898 in Salzburg gefunden wurde. Sie stammt vermutlich aus dem 1. oder 2. Jahrhundert n. Chr. und war Bestandteil einer astronomischen Wasseruhr.
Das Stück hat eine Länge von 50 cm in der Sehne des Kreisausschnitts, 42 cm im Radius und eine Dicke von 3 mm. Die Vorderseite zeigt Sternbilder (Dreieck, Andromeda, Perseus, Fuhrmann), und auf dem der Ekliptik entsprechenden Scheibenrand Bilder von Tierkreiszeichen (Fische, Widder, Stier, Zwillinge) in Liniengravur, teilweise mit entsprechenden Beschriftungen, die Rückseite Namen von Tierkreiszeichen (innen) und darunter die entsprechenden Monatsnamen (außen).
Der Verlauf des Scheibenrands entspricht wie gesagt am Himmel der Ekliptik, also dem Verlauf der scheinbaren Sonnenbahn während eines Jahres. Der Scheibenrand ist offenbar eine Bruchkante entlang einer Reihe dicht aneinander liegender Lochbohrungen. Die Zahl dieser Bohrungen auf dem gesamten Kreisrand dürfte 182 oder 183 gewesen sein, so dass einer Bohrung zwei Tage des Jahres entsprachen. Man nimmt an, dass in diese Bohrungen ein kleiner Pflock oder Stöpsel eingesetzt werden sollte, der dann die aktuelle Position der Sonne in der Ekliptik und damit am Himmel markierte.
Das vollständige Stück muss einen Radius von etwa 60 cm und ein Gewicht von über 40 kg gehabt haben.
Die Fundumstände sind nicht bekannt, vermutlich aber wurde das Stück bei Bauarbeiten am nördlichen Fuß des Kapuzinerberges in der Nähe der heutigen Linzer Gasse in Salzburg nach 1896 gefunden. 1900 wurde das ursprüngliche stark verklumpte Fundstück vom Salzburg Museum erworben, wo die Scheibe sich noch befindet (Inv.-Nr. 3985). Insbesondere aufgrund der Schreibweise des Monatsnamens Maiius mit I longa wurde der Fund in die Kaiserzeit datiert. Die ursprüngliche Scheibe ist offenbar entlang der Lochreihe zerbrochen worden, die radialen Bruchkanten weisen Spuren einer Hacke oder eines ähnlich groben Werkzeugs auf, mit der die Scheibe zerschlagen wurde. Iuvavum, das römische Salzburg, wurde 171 in den Markomannenkriegen völlig zerstört. Man kann vermuten, dass die am Fragment sichtbaren Brüche Spuren damaliger Plünderung sind. 